# Mauricie
Mauricie ist eine Verwaltungsregion (französisch région administrative) im Süden der kanadischen Provinz Québec.
Sie ist weiter in drei regionale Grafschaftsgemeinden (municipalités régionales de comté) sowie 49 Gemeinden, Reservate und gemeindefreie Gebiete unterteilt. Sitz der Verwaltung ist Trois-Rivières.
Die Einwohnerzahl beträgt 266.112 (Stand: 2016).
2011 betrug die Einwohnerzahl 262.340 und die Landfläche 35.451,7 km², was einer Bevölkerungsdichte von 7,4 Einwohnern je km² entsprach. 98,8 % der Einwohner sprachen Französisch und 0,2 % Englisch als Hauptsprache.
Im Norden grenzt Mauricie an die Region Nord-du-Québec, im Nordosten an Saguenay–Lac-Saint-Jean, im Osten an Capitale-Nationale, im Süden an Centre-du-Québec, im Westen an Lanaudière und Laurentides, im Nordwesten an Outaouais und Abitibi-Témiscamingue.
Benannt ist die Region nach dem Fluss Saint-Maurice.

## Gliederung
Regionale Grafschaftsgemeinden (MRC):
- Les Chenaux
- Maskinongé
- Mékinac

Städte außerhalb einer MRC:
- La Tuque (Teil der Agglomération de La Tuque)
- Shawinigan
- Trois-Rivières

Gemeinden außerhalb einer MRC:
- La Bostonnais (Teil der Agglomération de La Tuque)
- Lac-Édouard (Teil der Agglomération de La Tuque)

Reservate außerhalb einer MRC:
- Coucoucache
- Obedjiwan
- Wemotaci